# Динлин
Динлин (на китайски: 丁零) е етническа група, живяла между 3 век пр.н.е. и 4 век в Централна Азия.
Според най-ранните налични сведения динлин живеят в днешна Северна Монголия и Задбайкалието и са северни съседи на хунну и източни съседи на енисейските киргизи. В края на 3 век пр.н.е. са подчинени от хунския владетел Маодун и поне частично се преселват на юг към границите на Китай. Те запазват известна самостоятелност, като има сведения за техни бунтове и военни действия срещу хунну. През 3-4 век част от тях са асимилирани от хунну и сиенбей, а от останалите произлиза етническата група тиелъ, едни от предшествениците на тюрките.